# Кушнір Михайло Іванович
Михайло Іванович Кушнір (14 жовтня 1893 , Кореличі, Перемишлянський повіт, Королівство Галичини та Володимирії, Австро-Угорщина  — невідомо ) — український радянський діяч, селянин, голова селянського комітету (сільської ради) села Кореличі Перемишлянського району Львівської області. Депутат Верховної Ради УРСР 1-го скликання (1940–1947).

## Біографія
Народився 14 жовтня 1893 року в бідній селянській родині в селі Кореличі, тепер Перемишлянський район, Львівська область, Україна. Закінчив місцеву чотирикласну сільську школу. З 1906 року наймитував, одночасно навчався в «доповняній школі», яку закінчив 1909 року.
З 1915 по 1918 рік служив у австрійському війську, учасник Першої світової війни, воював на Італійському фронті. Був важко поранений.
З грудня 1918 року — у складі Галицької армії, воював проти Польщі під Львовом, де попав у полон. 22 серпня 1919 року втік з полону, повернувся до рідного села та переховувався в лісах від польської влади до січня 1920 року.
У лютому 1920 року одружився, наймитував, працював у сільському господарстві. 
З кінця вересня 1939 по 1941 рік — голова селянського комітету (сільської ради) села Кореличі Перемишлянського району Львівської області.
У жовтні 1939 року обраний депутатом Народних зборів Західної України у Львові. З 5 жовтня 1940 року — завідувач районної ощадної каси в Перемишлянах.
24 березня 1940	року обраний депутатом Верховної Ради УРСР 1-го скликання по Перемишлянському виборчому округу № 340 Львівської області.
28 червня 1941 року евакуйований у місто Пологи Запорізької області, працював управляючим сільськогосподарського банку міста Пологи. 3 жовтня 1941 року евакуйований до Узбецької РСР у місто Андижан.
Член ВКП(б) з 1943 року.
У січні 1944 року повернувся в Україну, працював уповноваженим райокуму КП(б)У в колгоспі імені Кірова села Носівка Чернігівської області.
З 28 липня 1944 року — заступник голови виконавчого комітету Перемишлянської районної ради депутатів трудящих Львівської області. З січня 1945 року — слухач обласних партійних курсів у Львові.